# Ceratomyxa kovaljovae
Ceratomyxa kovaljovae is een microscopische parasiet uit de familie Ceratomyxidae. Ceratomyxa kovaljovae werd in 1998 beschreven door Bakay & Grudnev. 